# Neotheronia septemtrionalis
Neotheronia septemtrionalis är en stekelart som beskrevs av Krieger 1905. Neotheronia septemtrionalis ingår i släktet Neotheronia och familjen brokparasitsteklar. Inga underarter finns listade i Catalogue of Life.